# 北京国际俱乐部
北京国际俱乐部有限公司，办公地点位于北京市朝阳区建国门外大街21号，由为北京外交人员服务总公司、美国万豪国际集团和香港新鸿基地产持股，隶属北京外交人员服务局。公司提供社交、会议、办公、康乐、食宿等服务，是集办公、住宿、会议、康体健身和餐饮等为一体的综合性外事服务企业。

## 历史

### 万国俱乐部
该俱乐部的前身设于清朝晚期。清朝光绪二十六年（1900年）之前，国际俱乐部大约设在台基厂南边的红厂胡同路西，江米巷以南，法国使馆旁边，是专供东交民巷使馆区的驻华外交人员休息、娱乐、社交的场所。1900年6月23日，俱乐部在义和团运动中被义和团焚毁。《辛丑条约》签订后，在台基厂头条胡同与二条胡同之间的西部重建。此处原来是民居，义和团围攻东交民巷使馆区时被损毁。重建的国际俱乐部大门开在台基厂大街上（今台基厂大街8号），并因此将台基厂二条胡同命名为“俱乐部路”（Rue de Club）。
重建后的国际俱乐部又名“西绅总会”、“万国俱乐部”，建筑由德国建筑师罗克格（Curt Rothkegel）设计，1912年竣工。主体建筑坐东朝西，共有两层，砖木结构。平面为不规则布局，主要入口设在西面，次要入口设在南面。进入主要入口后，经前厅、走道到达楼梯厅。楼梯是平行双分式，西北部有一辅助楼梯。根据功能的不同，设有不同面积的活动室。南面次要入口前原来是敞廊，并且有门直通室外活动场地。现在敞廊已经被封堵改成房间。如今，建筑主体结构变动不大，室内的木地板、木门窗大致为原样，但部分房间新加了隔断。立面是近代简化折衷式，由水平腰线分为两层。底层大门是宽大的拱券式，两侧各有一对半圆拱形外窗；二层是三组矩形双联大窗，每两窗之间是简化西方柱式。四坡形屋顶在西立面设有局部阁楼，曲线山花形山墙上开有两方窗、一圆窗，饰有花纹及线脚。南立面底层是连续拱廊，用券柱式构图以加强南立面光影效果。据说原来建筑南边还有游泳池。2001年，作为东交民巷使馆建筑群中的一项，被列为第五批全国重点文物保护单位。现由中共北京市委使用。

### 改组
中华人民共和国成立后，1950年，国际俱乐部被北京外交人员服务总社接管，更名“北京国际俱乐部”。1957年，锡兰（今斯里兰卡）国家网球队来华交流，这是中华人民共和国成立后首支同中华人民共和国网球队交流的外国球队，比赛地点设在北京国际俱乐部网球场。中华人民共和国国务院总理周恩来、国家体委主任贺龙等领导到场观比赛并接见运动员和教练员。自此，不断有来华交流的各国网球队，北京国际俱乐部也成为他们比赛的重要场所之一。
1969年，随着中国外交事业发展，大部分外国驻华使馆设在建国门外，台基厂大街的俱乐部原址距离远且已不敷使用，乃规划将北京国际俱乐部迁至建国门外大街。1971年，新的北京国际俱乐部设计总负责人吴观张的设计获得采用。当时北京只有一家建筑设计院即北京市建筑设计研究院。吴观张一人同时接手三大项目：北京国际俱乐部、外交公寓、友谊商店。自1971年到1975年，三个项目几乎同时设计和建设。1972年，新的北京国际俱乐部竣工，建筑包括网球馆和办公楼。1973年开业。新俱乐部是由黄白相间的两三层小楼组成，小楼顶层有一圈女儿墙，小楼采用黄色马赛克立面，白色窗框，黑色窗棂。该建筑2007年被列入北京优秀近现代建筑保护名录。新的北京国际俱乐部东至日坛路，西至秀水街，北至秀水北街，南至建国门外大街。
1969年规划新的北京国际俱乐部时，就建设室内游泳馆还是网球馆的问题，高层领导间分歧很大。北京市建委主任万里专门就该问题请示周恩来总理，最终决定建设网球馆。北京国际俱乐部网球馆的屋盖采用“平顶双向钢管网架球形节点”建筑模式，这是中华人民共和国建筑史上首座网架结构建筑。为覆盖1600平方米的室内面积，需在17.5米高的位置用约64吨钢材架设钢架结构。那时，整个中华人民共和国境内只有国家体委的北京体育馆拥有室内网球馆，但此馆专供国家网球队训练而不对外开放。北京国际俱乐部网球馆由此成为中华人民共和国首家对外营业的室内网球馆。当时北京国际俱乐部规划了十片室外场地、两片室内场地，但最后只建成五片室外场地、两片室内场地。
1974年，老布什到北京任美国驻中国联络处主任，任期13个月，任内常来北京国际俱乐部网球馆打网球。1984年，澳大利亚总理霍克第一次访华，中华人民共和国国务院副总理万里同霍克在北京国际俱乐部网球馆举行网球友谊赛，这在中华人民共和国开创了国家领导人通过网球友谊比赛开展外事活动的先例。1986年，刚当选美国副总统的老布什任内第一次访华，也和万里在该网球馆举行双打友谊赛。此后老布什三次来北京，每次都来该网球馆。1980年代到1990年代，来该网球馆打球的很多是各国驻华大使、国际要人、名人，其中有美国大使洛德夫妇、俄罗斯大使罗高寿、日本大使阿南惟茂等。1990年代末开始，越来越多普通人来这里学习打网球。

### 合资

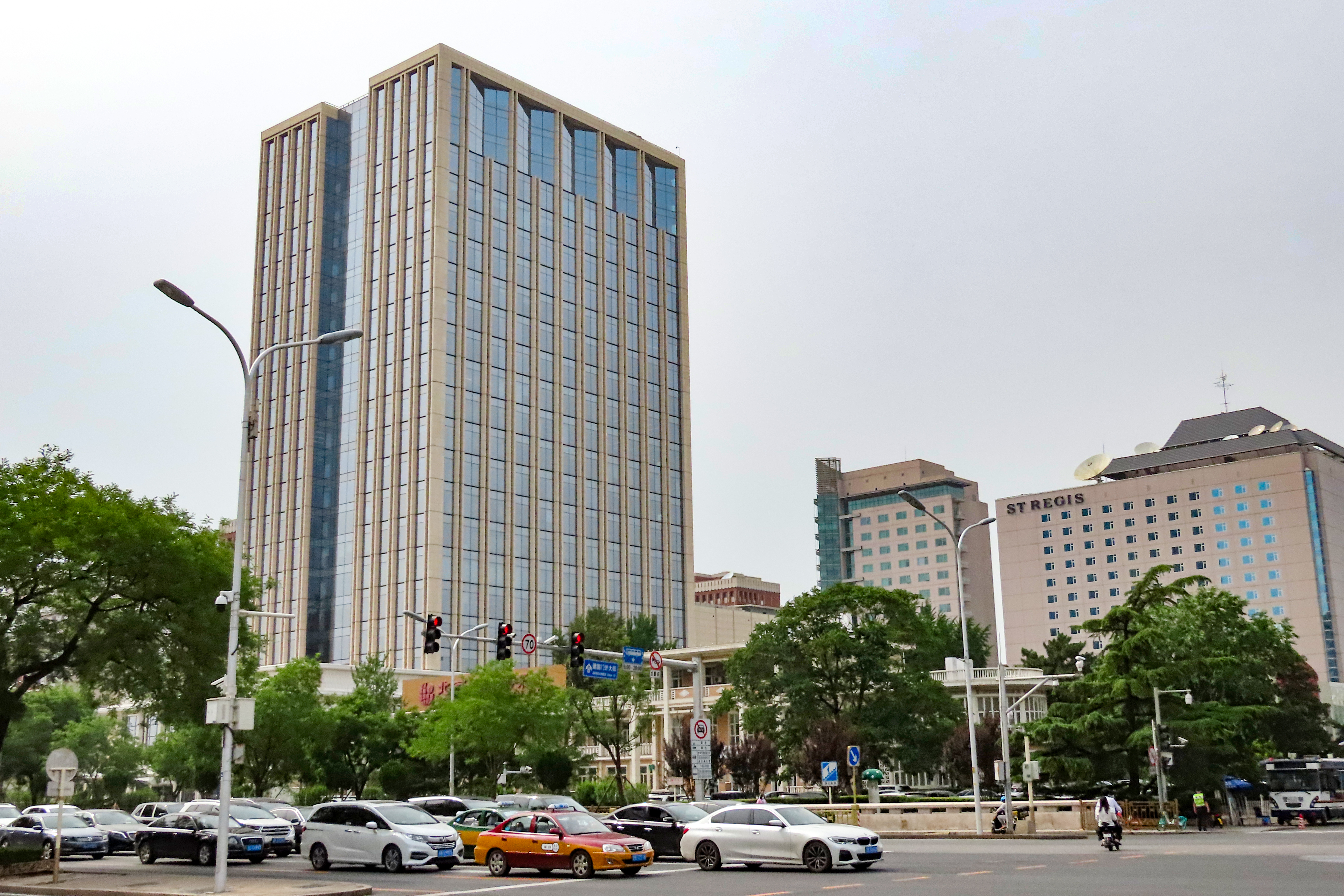
北京国际俱乐部建筑群

1987年，北京国际俱乐部完成中外合资，正式更名为北京国际俱乐部有限公司，是中华人民共和国外交部下属的唯一一家中外合资企业。中外合资标志着其经营业态发生重大转变，除保留室内网球场及宴会厅等设施外，原有建筑中的其他娱乐设施被改成商社办公用房，面向市场开展写字楼租赁业务，诺基亚、柯达、美联社等机构成为首批入驻商户。在1990年代写字楼市场发展水平较低的北京，该公司的写字楼一枝独秀，一直保持极高的出租率及租金水平。
1990年代初，北京国际俱乐部扩建，在俱乐部里新建一幢写字楼和一幢酒店，由北京市建筑工程公司施工。此后在1990年代，北京国际俱乐部又接受了另一次改扩建，新建一幢高档服务式公寓及康乐中心。1995年，新办公楼投入使用。1997年，北京国际俱乐部饭店（后来更名为北京瑞吉酒店）投入使用。2001年，公寓及康乐中心投入使用。至此，北京国际俱乐部有限公司形成了以写字楼出租、公寓及酒店住宿为主，餐饮、娱乐为辅的经营模式。
2014年9月27日，为迎接北京国际俱乐部新的改扩建工程，北京国际俱乐部网球场迁建停业。根据计划，北京国际俱乐部将新建一栋99.9米高的大厦，地上23层、地下3层，南北各设裙房，其中南裙房所在位置就是1971年建设的网球馆原址，南裙房外立面将复建为网球馆原貌，主楼大厦及北裙房外立面则是石材和玻璃幕墙结合。建成后的主楼及南裙房将是办公区，北裙房一层是面积千余平方米的大宴会厅，二层是网球馆。2015年11月6日，北京国际俱乐部改扩建工程正式动工，施工单位为北京建工集团。扩建后的北京国际俱乐部除原有的接待政府访问团、承接国际会议功能外，还将为驻京使团、国际组织、半官方机构等提供办公服务。

## 下辖物业
北京国际俱乐部有限公司下辖：
- 北京国际俱乐部办公楼：1995年建成开业。对外开展写字楼租赁业务[9]。
- 北京瑞吉酒店：原名北京国际俱乐部饭店，1997年建成开业，委托喜达屋酒店集团管理。2000年，北京国际俱乐部饭店被冠以喜达屋酒店集团旗下最顶尖品牌瑞吉。2008年，北京国际俱乐部饭店大修后重新开业。2011年，北京国际俱乐部饭店中文名称更名为北京瑞吉酒店[9]，现时由万豪国际集团管理。
- 北京国际俱乐部公寓及康乐中心：2001年建成开业，委托万豪国际集团管理[9]。